# Семенюк, Виктор Фёдорович
Ви́ктор Фёдорович Семеню́к  (29 ноября 1940, Владивосток — 23 октября 2014, Санкт-Петербург) — советский и российский режиссёр-документалист. В 1963 году окончил филологический факультет Харьковского государственного университета, в 1975 году — мастерскую Михаила Ромма и Леонида Кристи на режиссёрском факультете ВГИКа. Один из классиков ленинградской школы документального кино (Ленинградская Студия Документальных Фильмов). Автор и режиссёр более 50 документальных фильмов, воспитавший множество учеников и последователей. Основатель кафедры режиссуры Санкт-Петербургского университета кино и телевидения.

## Фильмография

### Режиссёр
Режиссёр документального кино (выборочно)
- 1975 — «Разбег»
- 1978 — «Считаю необходимым»
- 1978 — «Уравнение с шестью известными»
- 1980 — «Карпов играет с Карповым»
- 1981 — «Час потехи»
- 1982 — «Фронт»
- 1983 — «Архангельск. Пятый век биографии»
- 1983 — «Подъем»
- 1984 — «Тайна брака»
- 1985 — «Ярославский портрет»
- 1986 — «Места обитания»
- 1987 — «Фермеры»
- 1988 — «Дым отечества»
- 1988 — «Казенная дорога»
- 1988 — «Предприниматели»
- 1989 — «Зазеркалье»
- 1990 — «Mea Culpa»
- 1990 — «Воспоминание о блокаде»
- 1992 — «Домъ Романовыхъ»

### Сценарист
- 1986 — «Места обитания»— автор сценария
- 1988 — «Казенная дорога»— автор сценария
- 1990 — «Mea Culpa»— автор сценария
- 1992 — «Домъ Романовыхъ»— автор сценария совместно с В. Беляковым.

### Продюсер
- 1992 — «Домъ Романовыхъ»

## Награды[8]
- Международный Кинофестиваль в Москве (документальная программа). Специальный приз жюри за документальный фильм «Подъем».
- Фестиваль «Спортивное кино» в Ленинграде. Серебряная медаль за документальный фильм «Уравнение с шестью известными».
- Фестиваль «Голубая планета» в Ленинграде. Приз за документальный фильм «Места обитания».
- Всесоюзный кинофестиваль в Тбилиси. Приз за документальный фильм «Места обитания».
- Фестиваль «Cinema Duruel» в центре «Pompidu» в Париже. Приз за лучший документальный фильм «Казённая дорога».
- Международный кинофестиваль «Арсенал» в Риге. Приз за лучший документальный фильм «Казённая дорога».
- Фестиваль «Православного кино» в Москве. Специальный приз за фильм «Домъ Романовыхъ».